# Electrochaerilus buckleyi
Electrochaerilus buckleyi (лат.) — ископаемый вид скорпионов из семейства Chaerilidae, живший в меловом периоде 98—112 млн лет назад. Единственный вид этого подсемейства и рода Electrochaerilus. Обнаружен в бирманском янтаре в Мьянме (Юго-Восточная Азия. Древнейший представитель своего семейства.

## Описание
Мелкий скорпион, найденный в куске янтаре размером 13,3 на 6,8 мм. Ширина головогруди 2 мм, длина 1,52 мм. Общая длина 11,12 мм (карапакс + мезосома + метасома + тельсон). Длина мезосомы 2,84 мм, длина метасомы 4,88 мм, длина тельсона 1,88 мм. Родовое название Electrochaerilus происходит от двух, греческого elektron (янтарь) и имени рода Chaerilus (типа для всего семейства Chaerilidae). Видовой эпитет E. buckleyi дан в честь Рона Бакли (Mr. Ron Buckley), в чьей коллекции представлен типовой экземпляр нового вида.